# Studio VOLN

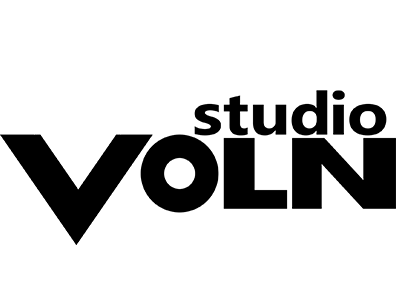

Studio VOLN(일본어: 株式会社studio VOLN)은 일본의 애니메이션 스튜디오로 애니메이션 TV 시리즈와 영화를 제작한다.
회사 이름 "VOLN"은 "Visiting Old Learn New"의 약자이다.

## 설립
이 스튜디오는 2014년 8월 12일 전 매드하우스 프로듀서이자 현재 사장 겸 대표로 회사를 이끌고 있는 미타 케이지(Keiji Mita) 감독에 의해 설립되었다. 이 스튜디오의 처음 두 애니메이션 시리즈는 인기 만화 시리즈 요괴소년 호야의 각색판을 포함하여 MAPPA와 공동 제작되었다. 이후 2015년 소설 '너의 췌장을 먹고 싶어'의 극장판 애니메이션 영화화 등 자체 작품 제작을 시작했다. 애니메이터 다카히코 아비루는 한동안 이 스튜디오의 애니메이션 감독 중 한 명이었다.

## 작품

### TV 애니메이션
- 요괴소년 호야
- 아이돌 사변
- 꼭두각시 서커스
- 백 애로우

### 영화
- 너의 췌장을 먹고 싶어 (2018년 영화)
- 아랑-GARO-불꽃의 각인